# 哈尔·赫什费尔特
凯瑟琳·海莉·「哈尔」·赫什费尔特（英語：Katherine Hailey "Hal" Hershfelt；2001年10月3日—），美国女子职业足球运动员，司职中场，目前效力于华盛顿精神足球俱乐部和美国国家女子足球队。她曾入选2024年夏季奥林匹克运动会女子足球比赛美国队替补名单。